# フウチョウソウ科
フウチョウソウ科（フウチョウソウか、Cleomaceae）は双子葉植物の科。世界の熱帯・亜熱帯に分布する草本または木本（一部つる性）、40属900種前後からなる。
日本に自生するのはギョボクだけで、鹿児島県以南に生育する。またセイヨウフウチョウソウ（クレオメ）などが観賞用に栽培され、野生化もしている。香辛料として利用されるケッパー（ケーパー、セイヨウフウチョウボク）もこの科に含まれる。
アブラナ科に近縁で、クロンキスト体系の分類ではともにフウチョウソウ目とする。からし油配糖体を含む点もアブラナ科と共通。またアブラナ科とフウチョウソウ科をともに食草とできるチョウもいる。葉は単葉または掌状複葉で互生。花は4数性で左右相称、子房上位で多くは両性、総状花序をつける。雄蕊は4本ないし多数あり、長くてよく目立つものが多い。果実は蒴果、液果など。
形態的には、アブラナ科に似た蒴果をつける草本からなるフウチョウソウ亜科と、液果をつける熱帯産木本を中心とするギョボク亜科（ギョボク、ケッパーなど）に分けられ、これらを別科とする考えもある（学名としては前者[フウチョウソウ科]がCleomaceae、後者[ギョボク科またはフウチョウボク科]がCapparaceaeとなる）。
APG植物分類体系では、従来フウチョウソウ科とされていた一部の種（属一覧を参照）を別の科としている。また第2版までは残り大部分をアブラナ科に含めていた（これら全体で単系統となるが、内部の系統関係が不明確だったため）。APG植物分類体系第3版では再度アブラナ科と分離し、上記2亜科を独立の科としている。

## 属一覧

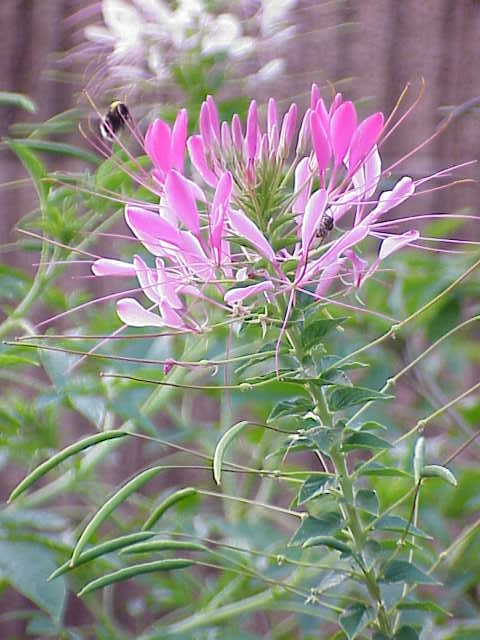
セイヨウフウチョウソウ

### 旧フウチョウソウ亜科 Cleomoideae
- Buhsia
- フウチョウソウ（クレオメ）属 Cleome - セイヨウフウチョウソウ
- Cleomella
- Dactylaena
- Gynandropsis
- Haptocarpum
- Oxystylis
- Physostemon
- Podandrogyne
- Polanisia
- Wislizenia

### 旧ギョボク亜科 Capparidoideae（APG IVではフウチョウボク科となる）
- Apophyllum
- Atamisquea
- Bachmannia
- Belencita
- Borthwickia
- Boscia
- Buchholzia
- Buhsia
- Cadaba
- フウチョウボク属 Capparis -ケッパー
- Cladostemon
- ギョボク属 Crateva - ギョボク
- Cristatella
- Dactylaena
- Dhofaria
- Dipterygium
- Euadenia
- Forchhammeria
- Isomeris
- Keithia
- Maerua
- Morisonia
- Neothorelia
- Niebuhria
- Podandrogyne
- Poilanedora
- Puccionia
- Ritchiea
- Steriphoma
- Stixis
- Thilachium
- Tirania

### その他（APG分類体系では別科とする）
- Koeberlinia⇒Koeberliniaceae科
- Pentadiplandra⇒Pentadiplandraceae科
- Setchellanthus⇒Setchellanthaceae科（以上アブラナ目）
- Physena⇒Physenaceae科（ナデシコ目）